# Limnonectes timorensis
Espèce
Synonymes
- Rana timorensis Smith, 1927

Limnonectes timorensis est une espèce d'amphibiens de la famille des Dicroglossidae.

## Répartition
Cette espèce est endémique de la partie indonésienne de Timor.

## Étymologie
Son nom d'espèce, composé de timor et du suffixe latin -ensis, « qui vit dans, qui habite », lui a été donné en référence au lieu de sa découverte.

## Publication originale
- Smith, 1927 : Contributions to the herpetology of the Indo Australian region. Proceedings of the Zoological Society of London, vol. 1927, p. 199-225.